# دانشگاه مریم
دانشگاه مریم یک دانشگاه خصوصی است که در سال ۲۰۰۷ (میلادی) در شهر کابل، افغانستان تأسیس شده‌است.

## برنامه‌ها و دوره‌ها
لیسانس حقوق (LLB)
لیسانس علوم سیاسی (BPS)
لیسانس مدیریت بازرگانی (BBA)
لیسانس فناوری اطلاعات (BIT)
CEL/DEL در زبان انگلیسی